# 陈翠梅

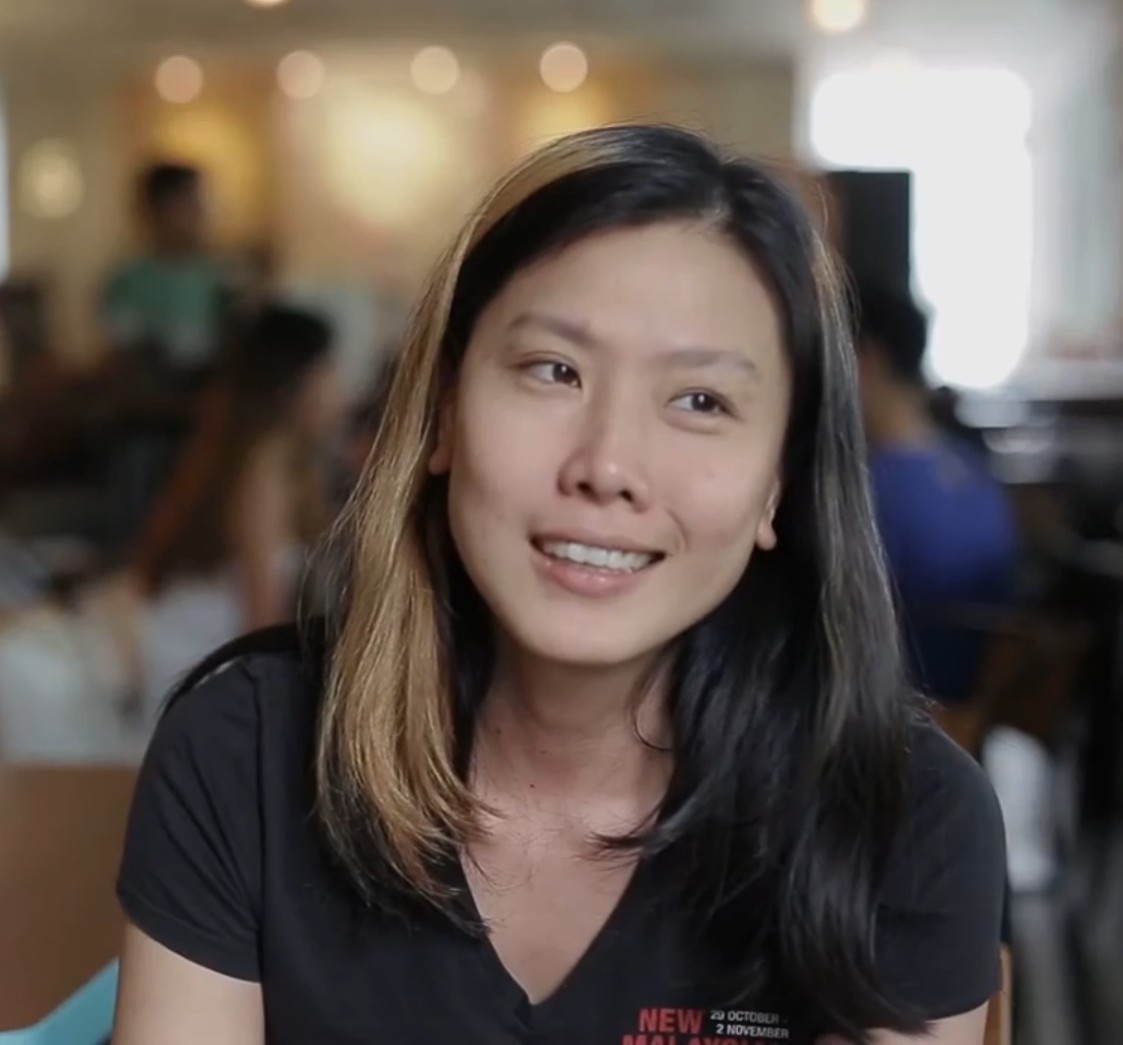
陈翠梅

陈翠梅（1978年—），马来西亚女导演，生于关丹，祖籍福建金门，毕业于马六甲多媒体大学。拍摄过20部短片。第一部长片《莫失莫忘》（前譯：用爱征服一切）曾经获得多项国际影展大奖。

## 家庭
陈翠梅的前夫是任绍龙，两人育有一子，双方于2020年离婚。